# Корікос
Корікос (грец. Κώρυκος; тур. Kız Kalesi, досл. «дівочий замок»; вірм. Կոռիկոս, трансліт. Koṙikos) — один із торгових центрів Кілікії, а згодом у Кілікійському вірменському царстві. Нині фортеця розміщується на території Туреччини, у провінції Мерсін.

## Історія
Коли було засновано перше поселення, точно невідомо. Острів у різні часи перебував під контролем римлян, візантійців та вірменів, які замінили останніх в XI столітті.

### У складі Кілікійського вірменського царства
Після залишення острова візантійцями, вірмени, збудувавши низку веж і мурів, реконструювали фортифікаційні споруди. Заново відбудоване й укріплене місто стало, поряд з Айасом важливим морським торговим центром Кілікії.
У місті жив і творив учений Хетум Патміч. Його син Ошин 1320 року, ставши регентом дванадцятирічного вірменського короля Левона IV, видав за останнього свою дочку Алісу й узурпував владу в країні.
У XIV столітті серед вірменського населення Кілікії активізувались католицькі місіонери, в результаті діяльності яких, за указом папи, у вірменському царстві утворилось єпископство католицької церкви. 1328 року резиденція єпископа католицької церкви була перенесена з Айаса в Корікос. Незважаючи на те, що вірмени здебільшого ревно ставились до тих, хто змінив національне віросповідання на католицтво, у побутовому сенсі віряни обох течій християнства уживались доволі добре. Близько 1360 року емір Алеппо Бек Тимур з єгипетським військом, захопивши Тарс і Адану, вторгся до Кілікії. З того моменту вірменське королівство Кілікії не мало доступу до моря. Все узбережжя, окрім непідкореного Корікоса, перебувало в руках мусульман. Будучи відрізаними від основних військ вірменського царя, вірмени фортеці прекрасно розуміли, що рано чи пізно острів здастсься. На скликаній з цього приводу раді, після чергової відбитої атаки мамлюків, було ухвалено рішення передати місто під контроль короля Кіпру П'єра I.

### У складі Кіпрського королівства
Ставши частиною Кіпрського королівства, Корікос залишався його континентальним придатком до 1448 року. Перебуваючи під владою кіпрського короля, який не приділяв особливої уваги місту, фортеця втратила колишнє значення. Через втрату містом статусу торгового та невпинні напади мусульман, вірмени почали масово залишати фортецю, перебираючись до християнських країн Європи. 1448 року, спустошена та виснажена боями, фортеця була захоплена караманідами. Після падіння острова, місто-фортеця, втративши останніх поселенців, остаточно спустіло.

## Відомі уродженці
- Хетум Патміч — вірменський вчений
- Ошин — регент дванадцятирічного вірменського короля Левона IV[4]
- Марія з Корікоса — дружина царя Костандіна IV[2]